# صالة الشيشة

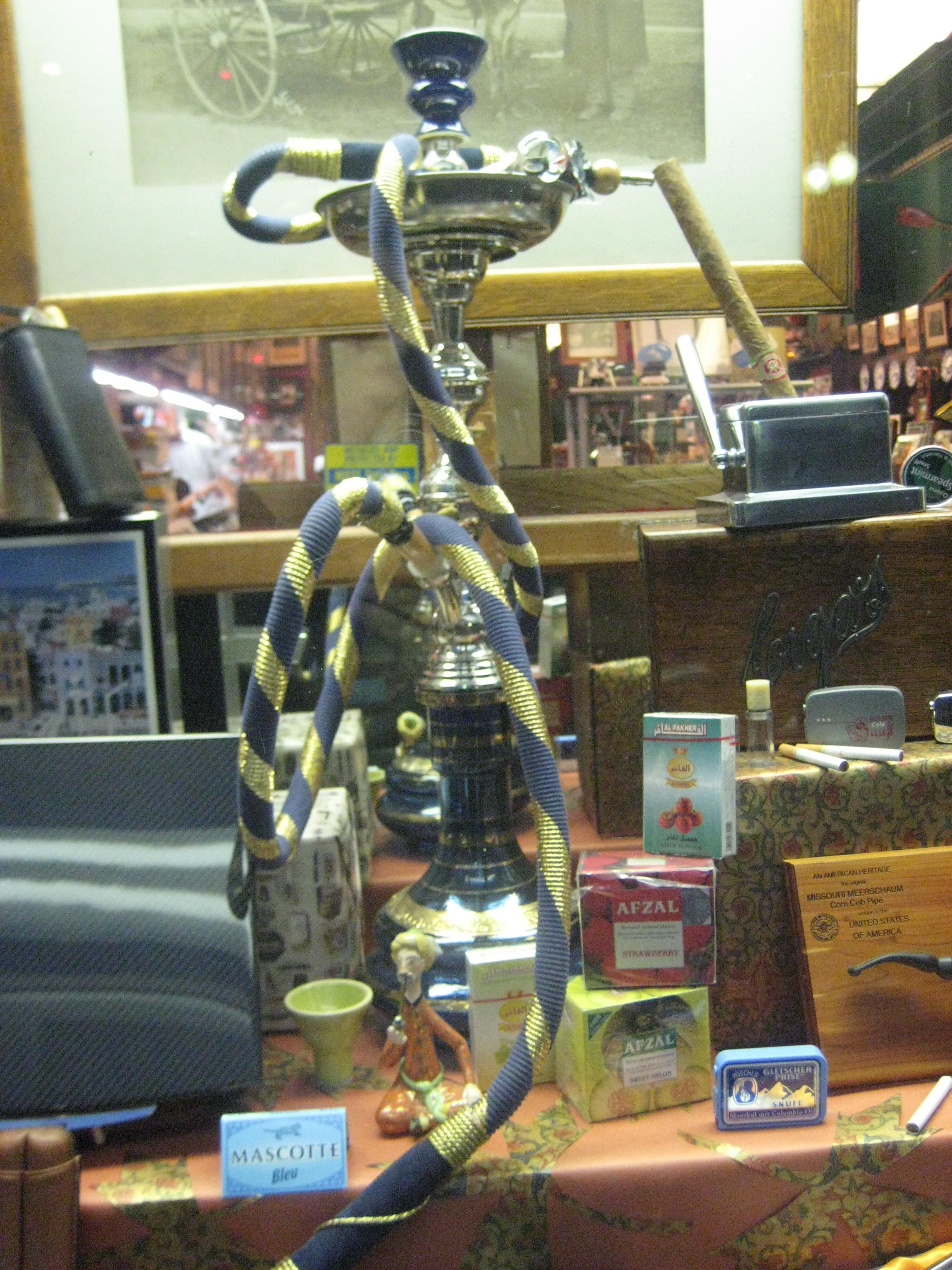
يتم عرض الشيشة ومجموعة متنوعة من منتجات التبغ في نافذة متجر هارفارد سكوير في كامبريدج، ماساتشوستس، الولايات المتحدة.

صالة الشيشة (تسمى أيضا بار الشيشة أو المخبأ ،خاصة في بريطانيا وأجزاء من كندا،أو بارات الأرجيلة) هي مؤسسة حيث يقوم راعي حصة الشيشة بمشاركة الشيشة (دخان منكه) من شيشة مشتركة في مكان واحد بطاولات عديدة أو بار.
في الدول الغربية، تكون قاعة الأرجيلة مملوكة عادة من أناس من العالم العربي أو شرق آسيا حيث أن استخدام الشيشة من العادات التقليدية القديمة. العديد من قاعات الشيشة تحتوي على عناصر أساسية مثل: الفن الإسلامي أو الموسيقى العربية وتمتلك ديكور تقليدي ،لكن بعضها يكون بارات بسيطة من دون عناصر الحضارة الشرقية.

## الخصائص

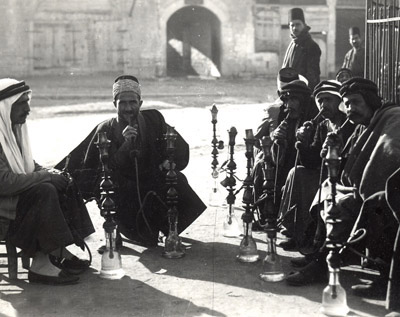
بطاقة بريدية مصورة التقطها ف. ديرونيان، 1930، في حلب، سوريا لمقهى خارجي لمدخني النرجيلة.

في الولايات المتحدة و أوروبا، تكون قاعات الشيشة أكثر إنتشارا في مركز المدينةو المناطق الحضرية وتعتبر من البعض كطريقة مستحدثة وأنيقة للإندماج في المجتمع . يوجد أماكن محددة تقدم أنواع حديثة للشيشة مع صحن من الفواكه أو نوع آخر من التحسينات الإضافية على شيشة التدخين في المنزل. بعض الناس في الشرق الأوسط و جنوب آسيا يعتبرون الشيشة استمرارا لثقافتهم الحضارية. بينما ،قاعات الشيشة في هذه الأيام غالبا تبعدهم عن الثقافات الغربية بتقديم الشيشة والكحول بدون عناصر حضارية. هذه البارات تختلف عن البارات الأخرى التي تقدم الشيشة فقط.
عادة القطع التي توضع في الفم تطرح جانبا بعد كل استخدام شخصي لأسباب متعلقة في الصحة. عندما لا تباع الكحول مع الشيشة ،فإن صالات الشيشة تكسب دخلا من بيع القهوة ، الشاي ، العصائر و الوجبات السريعة .
بعض أماكن بيع الشيشة تحتوي على مطابخ جيدة الإعداد تشبه الحانات بمفهومها الواسع .أي مطعم أو ملهى ليلي يمكن اعتبارها قاعات للشيشة أو نوادي إذا قدمت لزبائنها مكان مريح للتدخين .وبعضها يقدم قائمة من مطبخ الشرق الأوسط .

## التاريخ
الموطن الأصلي للشيشة مختلف عليه ،مع ذلك فالمعظم يتفق على أنها بدأت في الشرق الأوسط أو في شبه القارة الهندية . وبعد ذلك انتقلت غربا إلى إيران،تركيا ومصر، حيث وجدت شعبية كبيرة.

## في أوروبا
انتشرت الشيشة في معظم أوروبا مثل:

### •المانيا
في ألمانيا تتوافر الشيشة في عدة ولايات ،خصيصا في برلين، كولوجن (باد كاليه) و منطقة روها ،وهي ليست منتشرة بين الأتراك. سجلت سلطة الجمارك الألمانية نموا في التجارة الغير شرعية للشيشة عام 2017 . بينما قبل ذلك كانت الشيشة تنقل عبر موانئ نظيفة في روتردام وهامبورغ ،وكانت تصنع في مصانع مخفية للحكومة الألمانية حسب قول رينيه ماتشك ، رئيس الجمارك في هامبورغ .

### •ايرلندا
أصبحت الشيشة [متى] أكثر تداولا في ايرلندا ،خصوصا فيروتردام و أمستردام.

### • روسيا
بسبب التأثير الكبير من جنوب القوقاز ووسط آسيا ،انتشرت الشيشة بوسط كبير وفي مناطق ومدن كبيرة في روسيا ،وتقدم الآن في العديد من المقاهي والمطاعم.

### •الدانمارك
اكتسبت قارات الشيشة في الدانمارك شعبية في السنوات الأخيرة. قاعات الشيشة موجودة في آرهوس،أودنس وكوبنهاغن .

### فيتنام
ظهرت الشيشة في فيتنام عام 2009. هذا اتجاه شائع جدًا في فيتنام حتى الآن. تم تصنيفها على أنها آمنة وليست خطيرة مثل السجائر ، لذا فإن عدد المستخدمين يزداد بشكل كبير. في البداية ، كانت الشيشة تستخدم بشكل رئيسي في هانوي ومدينة هوشي منه ، والآن ظهر عدد مستخدمي الشيشة في جميع أنحاء فيتنام